# Фонтанеле (Кјети)
Фонтанеле (итал. Fontanelle) је насеље у Италији у округу Кјети, региону Абруцо.
Према процени из 2011. у насељу је живело 148 становника. Насеље се налази на надморској висини од 260 м.